# Olha Korobka
Olha Korobka est une haltérophile ukrainienne née le 7 décembre 1985 à Bobrovytsia.
Elle remporte aux Jeux olympiques d'été de 2008 la médaille d'argent dans la catégorie de plus de 75 kg. Le 26 octobre 2016, le Comité international olympique annonce sa disqualification des Jeux de Pékin ainsi que le retrait de sa médaille en raison de la présence de turinabol  dans les échantillons prélevés lors de ces Jeux.